# Canadese kraanvogel
De Canadese kraanvogel of prairiekraanvogel (Antigone canadensis) is een kraanvogel die voornamelijk in Noord-Amerika en Noordoost-Siberië voorkomt. De wetenschappelijke naam van de soort werd als Ardea canadensis in 1758 gepubliceerd door Carl Linnaeus. Deze soort werd lang als Grus canadensis in het geslacht Grus geplaatst, maar toen dat niet monofyletisch bleek te zijn, samen met enkele andere soorten naar het geslacht Antigone verhuisd. De Canadese kraanvogel heeft de grootste populatie en geografische verspreiding van alle kraanvogelsoorten. In Nederland is het een beschermde diersoort.

## Kenmerken
Volwassen dieren zijn grijs, met een rood voorhoofd, witte wangen en een lange, donkergekleurde snavel. Ze hebben donkere poten die tijdens het vliegen achter de vogel hangen, en een lange nek die tijdens de vlucht gestrekt wordt gehouden. Juvenielen zijn boven roodbruin en onder grijzig.

## Leefwijze
Koppels blijven levenslang samen en blijven ook het hele jaar bij elkaar. De Canadese kraanvogel kan in het wild een leeftijd van 25 jaar bereiken; in gevangenschap kunnen ze twee keer zo lang leven. Ze zijn omnivoor en voeden zich met onder meer insecten, waterplanten en -dieren, knaagdieren, zaden en bessen.

## Verspreiding

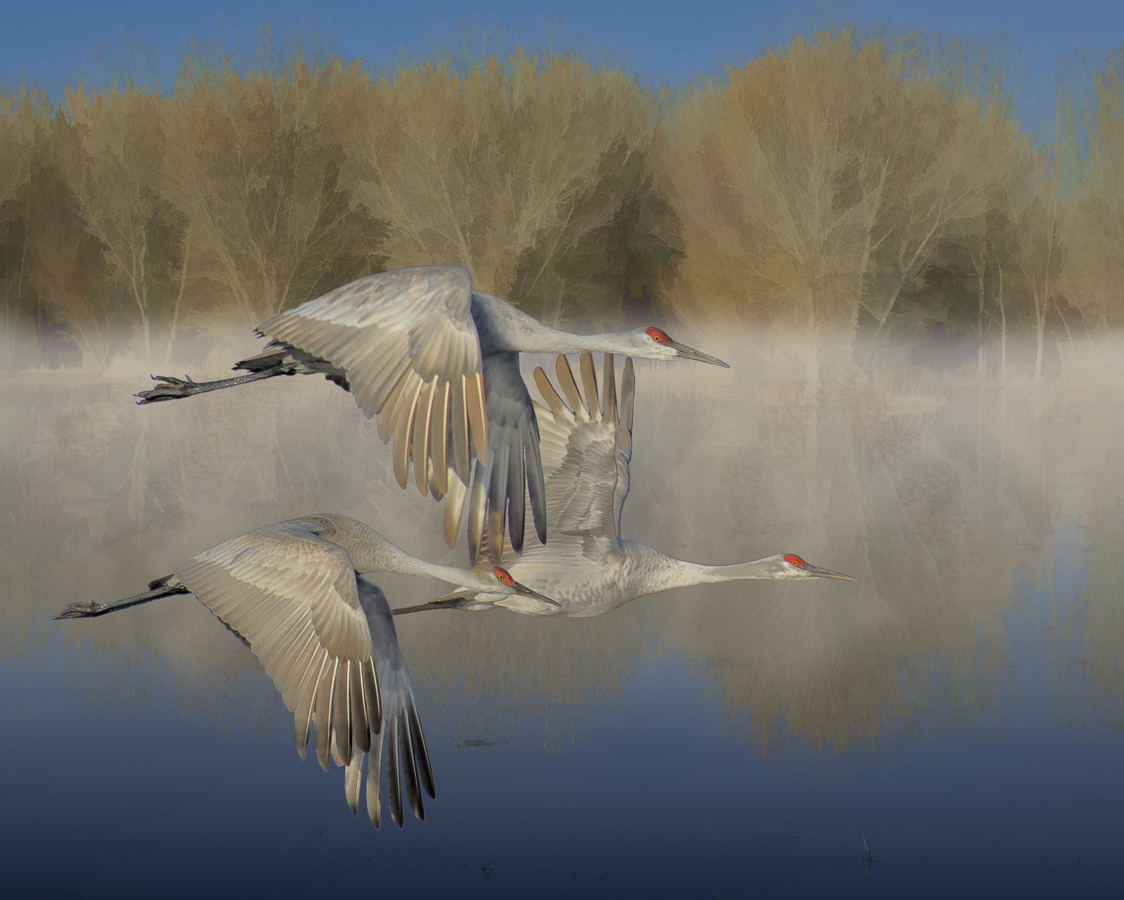
Canadese kraanvogel

De Canadese kraanvogel broedt in drasland-gebieden in Centraal- en Noord-Canada, Alaska, het midwesten en zuidoosten van de Verenigde Staten, Siberië en Cuba.
Sommige ondersoorten blijven het hele jaar in hetzelfde gebied: Antigone canadensis pratensis in Florida en Georgia; Antigone canadensis pulla langs de kust van de Golf van Mexico en Antigone canadensis nesiotes in Cuba. De drie andere ondersoorten migreren 's winters naar het zuidelijk deel van de Verenigde Staten en naar Mexico. De soort is een zeldzame dwaalgast in China, Zuid-Korea, Japan en in West-Europa. Ook in Nederland is de soort één keer gezien, en wel in 1991 in Noord-Friesland.

## Ondersoorten
Er worden vijf ondersoorten onderscheiden:
- A. c. canadensis (Linnaeus, 1758) (Canadese kraanvogel): van noordoostelijk Siberië door Alaska en noordelijk Canada naar Baffineiland
- A. c. tabida (J.L. Peters, 1925): zuidelijk Canada en westelijk en centraal Verenigde Staten
- A. c. pratensis (F.A.A. Meyer, 1794) (Florida-kraanvogel): Georgia en Florida
- A. c. pulla (Aldrich, 1972) (Mississippi-prairiekraanvogel): Mississippi
- A. c. nesiotes (Bangs & Zappey, 1905) (Cubaanse prairiekraanvogel): Cuba en Île des Pins

## Bedreiging
De ondersoort Antigone canadensis pulla is bedreigd en was de eerste vogelsoort waarbij een ei werd bevrucht met sperma die vanuit een cryogene staat werd ontdooid, in een poging de ondersoort te redden.
De Canadese kraanvogel wordt door de IUCN aangemerkt als Least concern, wat wil zeggen dat de soort momenteel veilig is, maar dat de populatie snel afneemt en de soort in de nabije toekomst bedreigd kan worden. De soort is opgenomen in Bijlage II van het CITES-verdrag, een lijst met soorten die bedreigd kunnen worden als de handel in deze soorten niet nauw wordt gecontroleerd. De ondersoorten Grus canadensis nesiotes en Grus canadensis pulla zijn opgenomen in Bijlage I van het CITES-verdrag, een lijst met bedreigde soorten. De soort wordt, naar aanleiding van het CITES-verdrag, ook beschermd door de Nederlandse Flora- en faunawet.